# American Honey (canção)
American Honey foi o segundo  single do segundo álbum de estúdio intitulado Need You Now da banda americana Lady Antebellum. A canção foi escrita por Cary Barlowe, Lindsey Hillary e Shane Stevens, a banda lançou-a como single em 11 de janeiro de 2010. Com esse single Lady Antebellum somam cinco canções números um na parada Billboard Country Songs. Segundo os críticos de músicas contemporâneas a canção não era tão boa para ser lançada como single, e que a vocal principal, Scott não estava interpretando a canção tão bem o quanto deveria.

## Antecedentes
A canção foi cantada pela vocalista Hillary Scott, que afirma o desejo de escapar de sua vida adulta e voltar à sua infância, que é descrita na letra da própria. Com alcance vocal de D-bemol Maior, com um tempo aproximado de 84 batimentos por minuto. O uso de guitarras DADGAD ou Celtic com alguns ajustes, diminuiu um semitom, e os acordes estão em um padrão de D ♭-B ♭ m7 G ♭-E ♭ ♭ mD nos versos, e G ♭-D ♭-B ♭-A m7 ♭ três vezes no refrão.

## Recepção da crítica
A canção recebeu críticas negativas. Matt Bjorke do Roughstock afirmou que "depois de ouvir uma vez, ele creditou que este single poderia falhar", mas criticou a produção dizendo que achava que o som bateria eletrônica era muito alto. Kevin John Coyne do Country Universe deu a música um classificação D, dizendo que " a canção não é bem cantada" e "certamente não é interessante o suficiente para justificar o sofrimento através da mediocridade dolorosa do vocal principal". O revisor do The 9513, Blake Boldt, deu-lhe um polegar para baixo, referindo-se à letra como "uma representação preguiçoso de uma moça jovem perseguindo uma memória difusa".

## Performance comercial
"American Honey" estreou na 47ª posição no Billboard Country Songs no dia 2 de janeiro de 2010, antes da sua data de lançamento oficial que seria no dia de 10 de janeiro de 2010. Tornou-se também a sua terceira canção consecutiva na parada consecutiva. A canção foi certificada como platina por vendas superiores a um milhão de downloads digitais. No Canadá a canção não obteve uma boa posição na parada Canadian Hot 100, porém apesar de o single não obtendo boas posições em outras paradas, chegou a 50ª posição na parada.

### Posição nas paradas
| Paradas                                  | Melhor posição |
| ---------------------------------------- | -------------- |
| Canadá - Canadian Hot 100                | 50             |
| Estados Unidos - Billboard Hot 100       | 20             |
| Estados Unidos - Billboard Country Songs | 1              |

### Paradas anuais
| Tabelas musicais (2011)                  | Posição |
| ---------------------------------------- | ------- |
| Estados Unidos - Billboard Hot 100       | 94      |
| Estados Unidos - Billboard Country Songs | 12      |